# Pseudestoloides affinis
Pseudestoloides affinis là một loài bọ cánh cứng trong họ Cerambycidae.